# 包袱布
包袱布是用來包裹東西的布，不少地區都有具備當地特色的包袱布，各有不同的材質和圖案，表現出各地獨特的生活文化。例如中國江蘇無錫的“藍印花包袱布”、日本的“風呂敷”、朝鮮半島的“褓”等。

## 日本

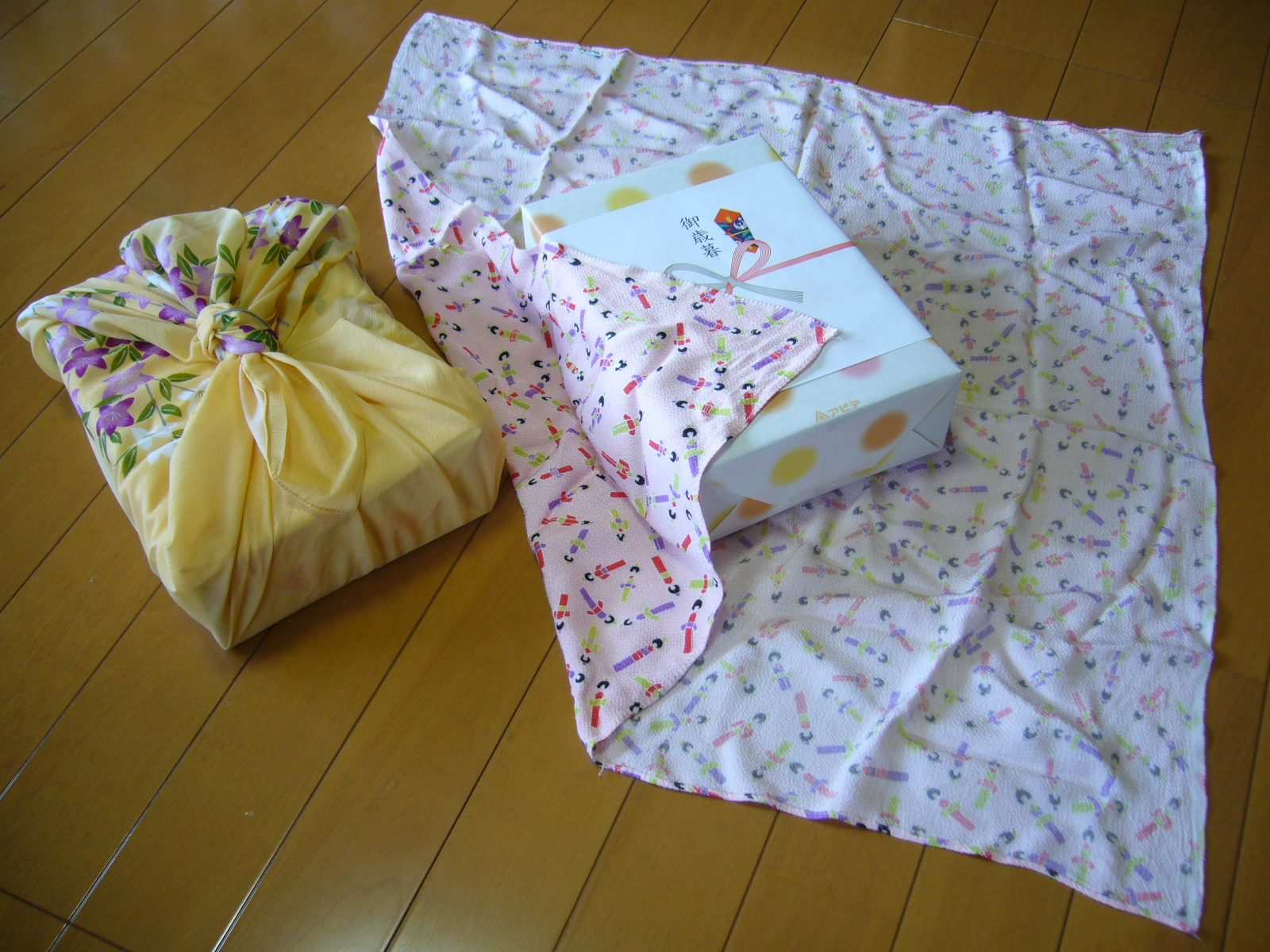
風呂敷

“風呂敷”是日本傳統上用来搬运或收纳物品的包袱布。最早出現於奈良時代，當時並非所有百姓皆可擁有，正仓院的藏品中有最古老的風呂敷。以前被称为衣包、平包。在室町时代末期被称为風呂敷，大名洗澡的时候将脱掉的衣服放在展开的平包上包起来，離開時用風呂敷擦乾身體。最早的文字记录，见于骏府德川家分赠遗物的记载。此后，在江户时代随着澡堂的普及，以日本手工業的發達，風呂敷轉變成百姓日常生活中使用的收納物品的器具。此外，平包还作为風呂敷的包裹方法之一残留下来。
这种布因为能用多种包裹方式来包裹各种形状与不同大小的物件而普及，为了搬抬各种形状和大小的东西，制作成了厚布，尺寸大的甚至有被褥大小。 
明治时代以后，受到西化的影響，从西歐引进了皮包后，風呂敷逐漸走向式微的道路。但近几年，在環保等问题中，風呂敷被建议用来替代塑料袋。
風呂敷在現代逐漸被當作便當袋、餐墊以及環保面紙盒。

## 朝鲜

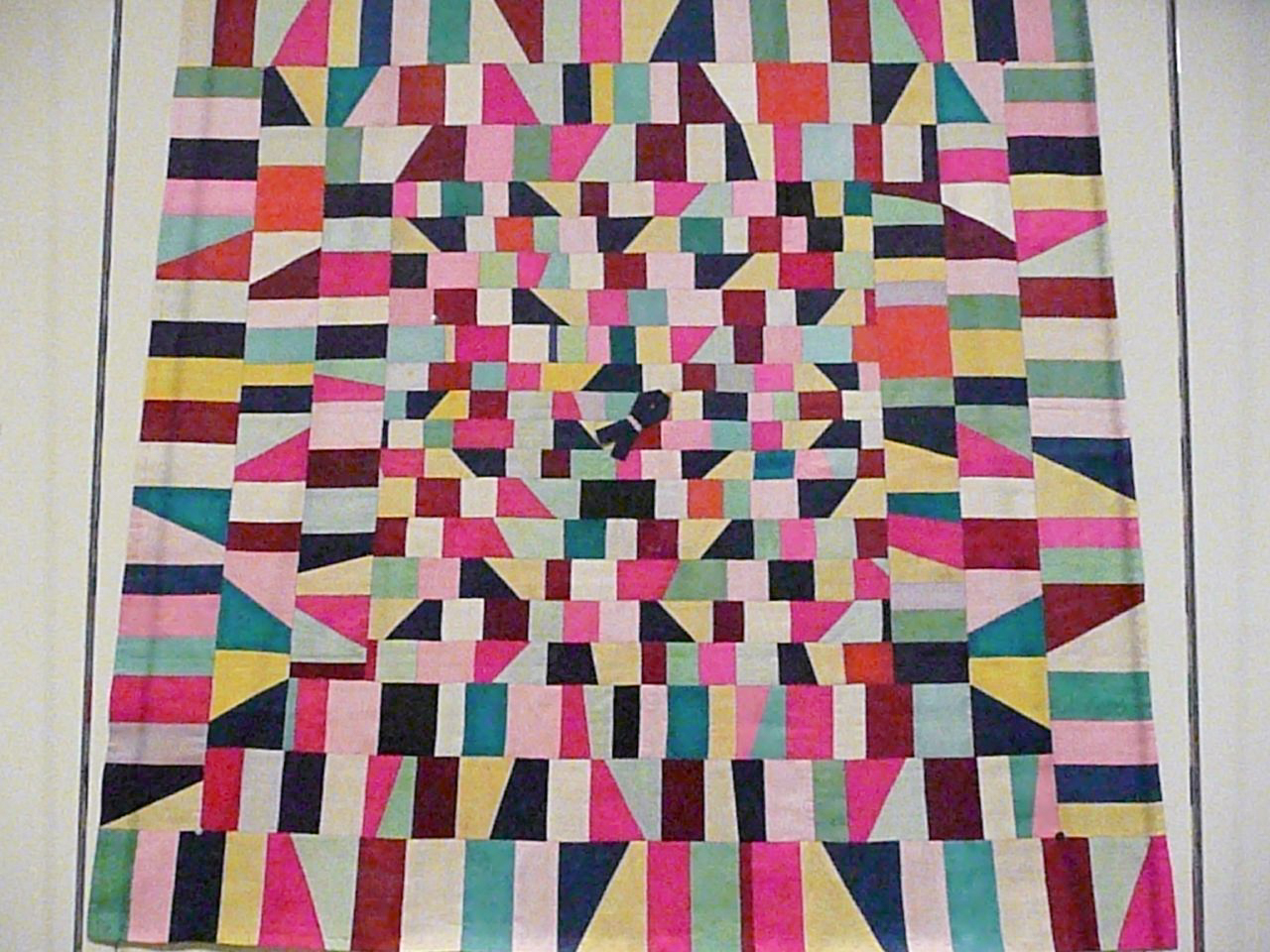
舊金山亞洲藝術博物館館藏的褓

“褓”是一種朝鮮族傳統包袱布。可由不同的材料織成，但以絲綢最為常見。用絲綢織成的叫做絲褓。
褓的用途十分廣泛，除了包裹物品，還被用於婚禮和佛教儀式上。而1997年發行的“韓國美”系列郵票包含了褓的形象，又使之逐漸成為藝術品。